# Bina Sheth Lashkari

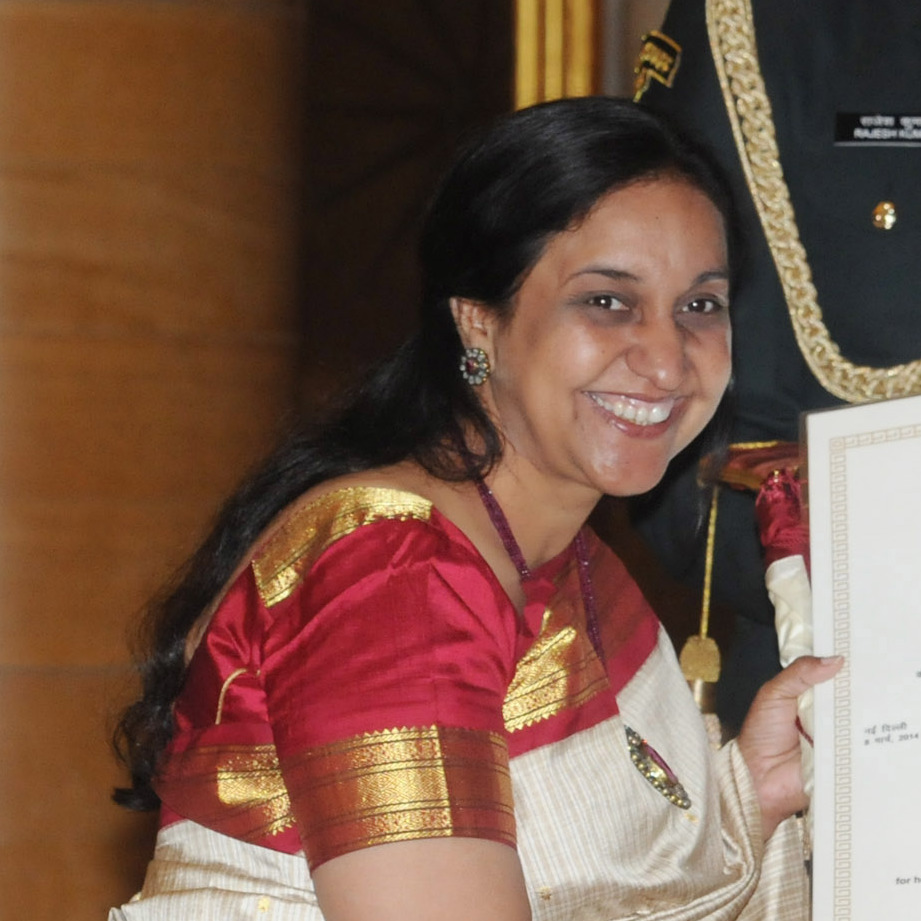
Bina Sheth Lashkari (2013)

Bina Sheth Lashkari (Hindi बीना सेठ लश्करी; geb. vor 1970) ist eine indische Kinderpsychologin und Sozialarbeiterin, die seit den 1980er Jahren in Indien mit Schwerpunkt Mumbai wohnortnahe Primarbildungseinrichtungen, sogenannte Doorstep-Schulen, für bildungsferne Kinder etablierte. Im Jahr 2013 wurde sie mit dem Stree Shakti Puraskar ausgezeichnet.

## Biographie
Bina Sheth Laskari schloss 1988 ein Studium in Kinderpsychologie ab und erwarb anschließend einen Masterabschluss in Sozialarbeit.
1988 gründete sie ihre erste Schule in Cuffe Parade, einem Stadtteil Mumbais, anfänglich für 25 Kinder aus der ethnischen Gruppe der Banjara, deren Eltern für einen geringen Lohn in Fischfabriken arbeiteten. Während eines Praktikums in der örtlichen Schule machte sie die überraschende Beobachtung, dass die Kinder bereits nach drei oder vier Jahren die Schule wieder verließen, obwohl die indischen Gesetze vorschreiben, dass die Grundschule für alle Kinder bis zum Alter von 14 Jahren kostenlos und obligatorisch ist. Sie stellte fest, dass die Familien darauf angewiesen waren, dass die Kinder zum Familieneinkommen beitragen. Gemeinsam mit Rajani Paranjape gründete sie eine Schule, die direkt vor der Haustür der Familien liegen sollte, eine sogenannte Doorstepp School. Nach erheblichen anfänglichen Schwierigkeiten konnte sie die Eltern zunehmend davon überzeugen, dass ihre Situation berücksichtigt werde und die Kinder nicht von der Arbeit abgehalten werden sollten, man ihnen aber die Chance eröffnen wolle, die Grundkenntnisse des Lesens und Schreibens zu erwerben.
1989 wurde die Society for Doorstep School in Mumbai unter dem Motto “Let the school come to the children” als gemeinnützige Organisation mit dem Ziel gegründet, den Analphabetismus in den Randgruppen der Gesellschaft zu bekämpfen. Die Nichtregierungsorganisation richtete im Laufe der Zeit Stützpunkte zur Betreuung sozial und wirtschaftlich benachteiligter Kinder in über 50 städtischen Slums in Mumbai und Pune ein. Nach und nach weitete Door Step School seine Reichweite und Instrumente aus, man entwickelte Vorschulprogramme namens Balwadi für Kinder ab drei Jahren und gründete School on Wheels. Aktuell werden sieben mobile Schulen in Mumbai und zehn in Pune betrieben und täglich etwa 100–125 Schüler unterrichtet. Es wird auch Unterricht an Abendschulen angeboten.
2016 besuchten William, der Herzog, und Catherine, die Herzogin von Cambridge, ihre Einrichtung in Mumbai. In diesem Jahr wurden auch erstmals Straßen in Mumbai nach ihren Schülern benannt, um andere Schüler zu inspirieren, eine Ausbildung zu machen und Ehrgeiz zu zeigen.
Nach Schätzungen aus dem Jahr 2019 hat sie in den 31 Jahren, in denen sie bis dahin tätig war, dazu beigetragen, die Ausbildung von 200.000 Kindern in Mumbai zu organisieren.

## Auszeichnungen

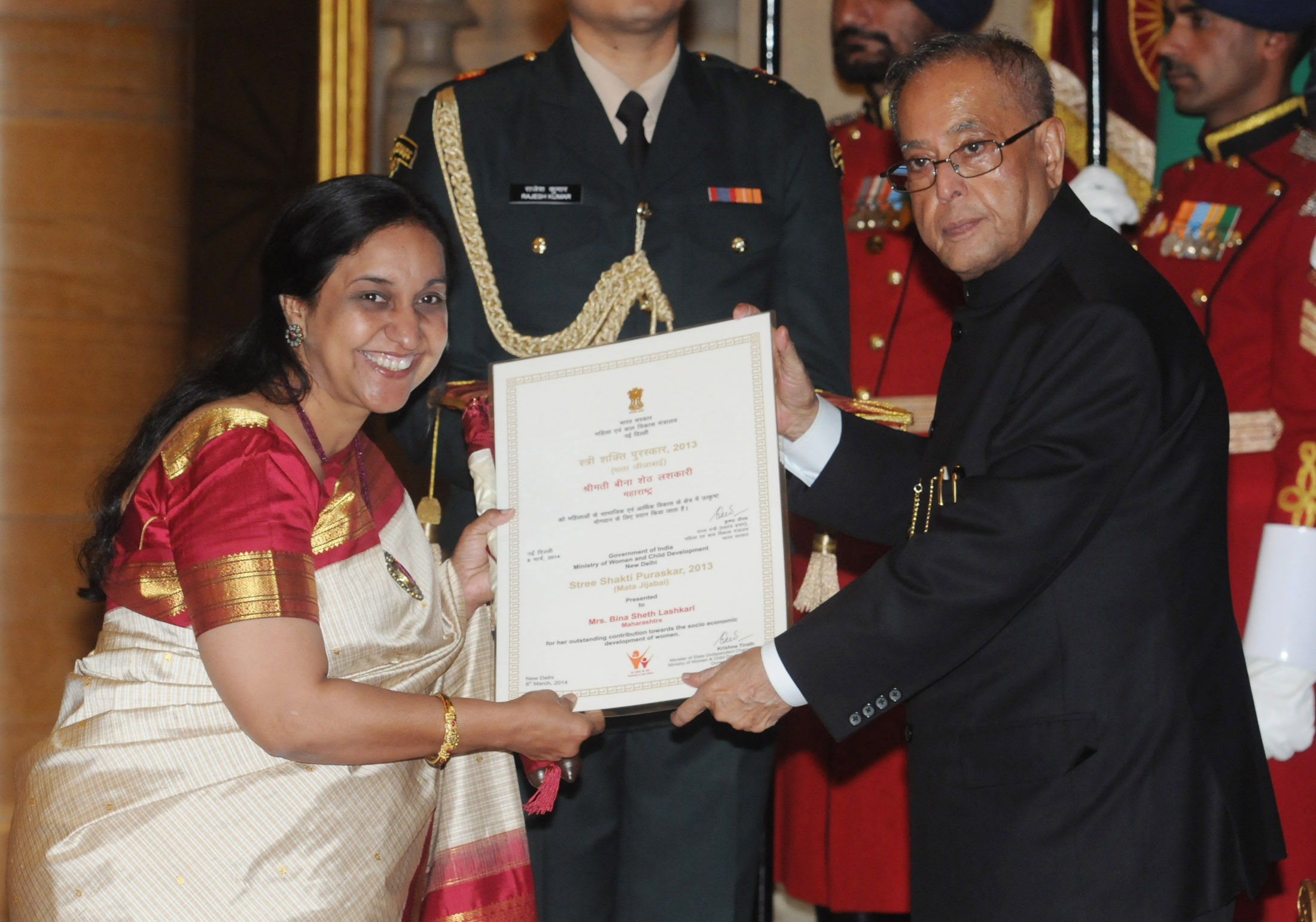
Präsident Pranab Mukherjee überreicht den Stree Shakti Puraskar an Bina Sheth Lashkari (2013)

- 2001 Ashoka Fellowship[4]
- 2013 Stree Shakti Puraskar[6]